# Awanuia porcellana
Awanuia porcellana is een slakkensoort uit de familie van de Eulimidae. De wetenschappelijke naam van de soort is voor het eerst geldig gepubliceerd in 1967 door Ponder.